# 仙南郵便局
仙南郵便局（せんなんゆうびんきょく）は、秋田県仙北郡美郷町飯詰にある郵便局。民営化前の分類では集配特定郵便局であった。

## 概要
住所：〒019-1299 秋田県仙北郡美郷町飯詰字中鶴田29-2
1903年（明治36年）から1915年（大正4年）まで3期12年、金沢西根村村長を務めた照井八十八の請願により、1926年（大正15年）に後三年郵便局として開設された。村長退任後、地域発展のためには通信と運輸の充実が必要との考えから、当局の開設と後三年駅の開設に尽力した。
1927年（昭和2年）に仙北郡金沢西根村、飯詰村および平鹿郡黒川村の3村全域の集配業務を開始。その後何度かの集配区域の変更を経ている。

## 沿革
- 1926年（大正15年）12月21日 - 仙北郡金沢西根村に後三年郵便局（三等）として開設[1]。
- 1927年（昭和2年）12月1日 - 集配事務を開始[2]。
- 1928年（昭和3年）11月1日 - 羽後金沢郵便局から集配業務の一部を移管。
- 1929年（昭和4年）12月11日 - 電話通話事務を開始 [3]。
- 1933年（昭和8年）
  - 2月1日 - 電信事務を開始[4]。同日、後三年電信取扱所の廃止に伴い、取扱事務を継承[5]。
  - 10月16日 - 横手郵便局から平鹿郡境町村全域の集配業務を移管。
- 1934年（昭和9年）
  - 5月1日 - 電話規則による電話事務を開始[6]。
  - 11月30日 - 電話交換業務を開始[7]。
- 1977年（昭和52年）7月20日 - 電話交換業務を大曲電報電話局に、また和文電報配達業務を横手電報電話局ならびに六郷電報電話局にそれぞれ移管[8]。
- 1989年（平成元年）1月20日 - 風景入通信日付印の使用を開始。
- 1996年（平成8年）2月5日 - 仙北郡仙南村金沢西根字上四ツ谷66-2から、同郡同村飯詰字中鶴田29-2に局舎を移転すると共に、仙南郵便局に改称。
- 2003年（平成15年）3月3日 - 羽後金沢郵便局から仙北郡仙南村金沢地区[9]の集配業務を移管。
- 2004年（平成16年）11月1日 - 行政区画変更に伴い、住所が仙北郡美郷町飯詰字中鶴田29-2となる。
- 2007年（平成19年）10月1日 - 民営化に伴い、併設された郵便事業大曲支店仙南集配センターに一部業務を移管。
- 2012年（平成24年）10月1日 - 日本郵便株式会社発足に伴い、郵便事業大曲支店仙南集配センターを仙南郵便局に統合。

## 取扱内容
- 郵便、印紙、ゆうパック、チルドゆうパック、内容証明、国際郵便
- 貯金、為替、振替、振込、国債、財形定額貯金
- 生命保険、バイク自賠責保険、がん保険
- 宝くじの販売
- ゆうちょ銀行ATM
- 仙北郡美郷町内の一部地域（〒019-12xx, 019-13xx）の集配業務

## 周辺
- 仙南体育館
- 美郷町立仙南小学校
- 美郷町南行政センター

## アクセス
- JR奥羽本線 飯詰駅から約2.7km（徒歩約35分）
- 秋田自動車道 大曲ICから南東へ約12km
- 駐車場あり：8台